# 索德儿童失踪案
索德儿童失踪案，是1945年12月24日平安夜，美国西弗吉尼亚州费耶特维尔的索德家被大火烧毁。当时乔治·索德、他的妻子珍妮和他们十个孩子中的九个住在那里，在火灾中索德夫妻和九个孩子中的四个逃出，另外五名孩子的尸体一直没找到。索德夫妇相信那五个孩子活了下来。
索德夫妇从未重建房子，而是把房子改建成纪念花园。20世纪50年代，他们开始怀疑孩子是否已经死亡，他们在16号国道沿线的地点贴出一块牌，上面有五人的照片，并对提供信息者进行悬赏，直到1989年珍妮去世后不久为止。
20世纪50年代初，州和联邦政府进一步调查此案但没有新消息，但家人后来收到一张照片，可能是20世纪60年代其中一个男孩成年后的照片。他们的一个女儿和孙子们在21世纪继续在媒体和网络宣传此案。

## 背景
乔治·索德于1895年出生于意大利撒丁岛图拉，原名乔治·索杜。13年后，他和哥哥一起移民到美国，哥哥在埃利斯岛办理完海关手续后就回去。后来乔治·索德改名为乔治·索德，他的余生没有过多谈论他为何离开祖国。
索德在宾夕法尼亚州的铁路上找到一份工作，为工人运送水和其它补给。几年后，他在西弗吉尼亚州史密瑟斯成为一名司机。又过了几年，他创办自己的卡车运输公司，最初是把填充物运输到建筑工地，后来运输该地区开采的煤炭。珍妮·西普里亚尼是当地一名店主的女儿，童年时也是从意大利来到美国，后来珍妮成为他的妻子。
这对夫妇居住在附近的费耶特维尔（那里有大量意大利移民），在小镇以北3.2公里有一栋两层木结构房屋。1923年，他们生下十个孩子中的第一个。乔治的生意蒸蒸日上，用当地一位官员的话说，他们成为“附近最受尊敬的中产阶级家庭之一”。然而，乔治对许多观点直言不讳，有时人们会疏远他，特别是他强烈反对贝尼托·墨索里尼，致使他与社区的其他成员发生过激烈争论。
索德家最后一个孩子西尔维亚出生于1943年。那时，他们的二儿子乔已经离开家，第二次世界大战时在军队服役。第二年墨索里尼被处决，然而乔治对墨索里尼的批评留下一些不愉快经历。1945年10月，一位保险推销员在被拒绝推销后警告乔治，“他的房子（会）化为乌有……你的孩子会被毁掉。”推销员把一切都归咎于“对墨索里尼的肮脏言论”。另一位来房子的客人，表面上是找工作，实际是警告乔治，一对保险丝盒“总有一天会引起火灾”。乔治对此感到疑惑，因为房子在安装电炉时就已经重新布线，当地的电力公司在事后说布线是安全的。在那年圣诞节前几周里，他的大儿子注意到一辆奇怪的汽车停在镇上主要公路上，车上的人看索德孩子们放学回家。

## 1945年平安夜火灾
1945年，索德夫妇庆祝平安夜。大女儿玛丽昂一直在费耶特维尔市中心一家廉价商店工作，她给她的三个妹妹（12岁的玛莎、8岁的珍妮和5岁的贝蒂）买了新玩具作为礼物，让她们大吃一惊。孩子们非常兴奋，他们问珍妮是否可以熬夜。
晚上10点，珍妮告诉他们可以晚点睡，只要两个还醒着的男孩（14岁的莫里斯和他9岁的弟弟路易斯）记得在自己睡觉前把牛放进棚和喂鸡。乔治和年龄最大的两个男孩（23岁的约翰和16岁的小乔治）工作了一天已经睡着。在提醒孩子们完成剩下的家务后，她和2岁的西尔维娅上床睡觉。
电话在凌晨12:30响了。珍妮醒来下楼接电话，是一个不认识女性的声音，说的是一个她不熟悉的名字，背景中有笑声和碰碰杯的声音，珍妮说她打错号码了。珍妮后来回忆那个女人发出“奇怪的笑声”。她挂断电话回到床上，注意到灯还亮着，窗帘没有拉上，这通常是孩子们比父母晚睡时会留意的。玛丽昂在客厅沙发上睡着，所以珍妮认为其他熬夜的孩子已经回到阁楼上睡觉。她拉上窗帘，关灯，然后回到床上。
凌晨1点，珍妮被物体撞到房顶发出的“砰”声吵醒，然后是滚动的声音，后来她又睡着了。过了半个小时，她闻到烟味醒来，发现乔治办公的房间着火了，围绕是电话线和保险丝盒子。她吵醒乔治他，乔吵醒了他的大儿子。
索德夫妇和他们的四个孩子玛丽昂、西尔维娅、约翰和小乔治逃离房子，他们疯狂向楼上的孩子们喊叫但没有听到回应，由于楼梯着火了他们不能回去。约翰在火灾后的警方第一次谈话中说他去阁楼叫醒睡在那里的兄弟姐妹，后来他改变自己的说法，说他只到那里呼喊，没有看到他们。
随后营救孩子的行动变得复杂。由于电话坏了，玛丽昂跑到邻居家打电话给消防队，附近路上一名司机看到火焰后到附近的酒馆打电话，但他们要么联系不上接线员，要么电话坏了。最后有一通电话成功联系上消防部门。
乔治光着脚爬墙，打破阁楼的窗户时割伤了手臂。他和儿子们打算用梯子去阁楼营救其他孩子，但梯子不在房子通常所在位置，附近任何地方都找不到。一个本来可以扑灭大火的水桶被冻住。乔治想将生意中用的两辆卡车开到房子，想用它们爬到阁楼的窗户上，但卡车没有启动，尽管前一天还用的不错。
他们只能眼睁睁看着房子在接下来45分钟烧毁倒塌。他们认为另外五个孩子已经在大火中丧生。由于战争的缘故，消防部门人手不足，只能靠消防员相互打电话，直到当天上午晚些时候才做出回应。首席执行官F·J·莫里斯第二天表示，他无法驾驶消防车，进一步阻碍了本就缓慢的行动，他要等到有人驾驶。
消防员中的一员是珍妮的兄弟，那人查看房子地下室的灰烬。到了上午10:00，莫里斯告诉索德夫妇，他们没有发现任何骨头，如果孩子在房子里面话应该会有的。另一种说法说他们确实找到一些骨头碎片和内脏但选择不告诉家人。现代的专业消防人士注意到他们的搜索实际上太草率。然而莫里斯认为，下落不明的五名儿童已经在火灾中死亡，火焰完全烧毁他们的尸体。

## 事后
警长告诉乔治不要干扰现场，州消防法警办公室可以进行更彻底的调查。然而四天后，索德夫妇再也无法忍受，乔治用推土机推平了1.5米的泥土，打算把废墟改建成纪念失踪孩子的花园。当地验尸官第二天召开调查，认为火灾是由“线路故障”所引发。陪审员中一名男子就是那个威胁乔治的推销员。
五名孩子的死亡证明在12月30日签发。当地报纸发出自相矛盾的报道，说所有尸体都被找到，但后来在同一篇报道说只找到了一具尸体的一部分。幸存的孩子参加了1946年1月2日举办的葬礼，索德夫妇因为太悲痛没有参加。

## 家庭成员提出质疑
不久后索德夫妇开始质疑关于这场火灾的所有官方调查。他们想如果是由于电气故障引发火灾的话，为什么圣诞灯在火灾早期一直亮着，电力应该在那时没有了才对。他们在23米外的堤坝底找到当晚找不到的梯子。
一名电话修理工告诉索德夫妇，房子的电话线并没有在火灾中烧毁，而是有人爬上4.3米高的杆子，在距离电话线61厘米的地方切断。火灾发生时，邻居看到一名男子从房子偷走一些工具。这名男子被找到并被逮捕，他承认盗窃，他说他以为那些是电线，否认自己与火灾有任何关系。然而没有记录表明他的身份是什么，也没有人解释为什么他会想切断通索德家的公用设施线路和偷走滑轮组。珍妮在1968年说，如果男子当时切断的是电线的话，那么他们永远不可能走出房子。
珍妮很难接受莫里斯的观点，因为在灰烬中发现了许多可识别的家电，还有屋顶的铁碎片。她把火灾和她读到的一篇类似房屋火灾的报道进了对比，那场火灾导致一家七口死亡，但找到所有受害者的骨骸。她焚烧一小堆动物骨头，发现骨头未被完全烧毁。她联系当地火葬场的一名员工，员工说尸体在1090摄氏度下燃烧两个小时，骨头依然存在（比火灾的时间更长，温度更高）。
卡车未能启动也被考虑其中，乔治认为卡车被做了手脚，可能是偷走滑轮组截断电话线那个人干的。然而在2013年，他的一个女婿告诉《查尔斯顿公报-邮报》，他开始相信索德和他的儿子可能匆忙启动卡车导致发动机充水。
一些说法表明，打错电话的女人可能与火灾和孩子失踪有关。然而调查人员找到打电话的女人，女人确定她打错电话。

## 后续发展
到春天，索德一家在被推土机推倒在房子上土壤上种鲜花。珍妮在她的余生都在照顾着鲜花。然而在1946年初，索德一家觉得他们的孩子实际还可能活着。
有证据表明火灾不是从电力故障而是故意纵火。一个穿过费耶特维尔的公交车司机说，在平安夜里他看到一些人向房子扔“火球”。几个月后雪融化时，在西尔维亚附近灌木丛中发现一个深绿色的小硬橡皮球状物体。乔治回忆妻子在火灾前听到屋顶上一声巨响，说声音像“菠萝炸弹”手榴弹或其他一些战斗中使用的燃烧装置。索德家声称大火应该是从屋顶开始。
其他目击者称亲眼看到失踪的孩子们。一位在路上观察大火的妇女说，她看到在房子着火时一些人在路过的汽车往外看。另一名妇女，说第二天早上她在在费耶特维尔和查尔斯顿之间的休息站为他们提供早餐，并注意到休息站的停车场里有一辆印有佛罗里达牌照的汽车。
索德夫妇从附近的高利桥镇聘请一位名叫C.C.丁斯利的私家侦探来调查此案。丁斯利告诉索德夫妇，一年前威胁他们的保险推销员在验尸官陪审团中认为这场火灾是意外，他还听到费耶特维尔周围的传言，说莫斯里发现一颗心脏，把它装进一个金属盒子并秘密地埋了起来。
莫斯里向当地牧师承认此事，后者向乔治证实此事。索德和丁斯利去找莫里斯，莫里斯同意告知两人盒子在哪里并挖出来。他们将盒子里找到的东西交给殡仪馆主任，后者在检查后告诉他们，其实这是非常新鲜的牛肉肝，没有接触过火。

## 1949年调查
乔治没有等待目击报告。他在一本杂志上看到一个照片，照片上的纽约芭蕾舞年轻演员长得像他失踪的女儿贝蒂，他一路开车去到女孩的学校，再三要求见到女孩本人但被拒绝。
他试图让联邦调查局进行调查，时任局长約翰·埃德加·胡佛亲自回信：“虽然我愿意为您服务，但事件具有地方性质，不属于本局的调查范围。”胡佛补充说，如果地方当局要求联邦调查局提供帮助，他当然会指示特工协助，但费耶特维尔警方和消防部门拒绝这么做。
1949年8月，乔治说服华盛顿特区病理学家奥斯卡·亨特对房屋现场泥土进行搜索。亨特发现一些物品，包括一本属于孩子们的字典和一些硬币，还有几块骨头碎片。
骨头碎片被送到史密森学会专家马歇尔·T·纽曼，纽曼确认是同一个人的腰椎，说：“由于横向凹陷是融合的，这个人死时年龄应该是16岁或17岁，年龄上限应该是22岁左右，因为通常在23岁时凹陷的中心不会融合。考虑年龄范围，这些碎片不太可能来自五个失踪儿童的任何一个，因为最大的莫里斯当时才14岁（尽管报告说该年龄的男孩椎骨有时会升高）。
纽曼说，碎片没有暴露在火焰的迹象，他觉得是只发现碎片有些奇怪，因为应该会留下孩子的完整骨骼。报告得出的结论是碎片很可能来自推土机上的泥土。后来丁斯利推测这些骨头碎片来自霍普山的一个墓地，但无法解释碎片为什么会从那里过来或如何来到火灾现场。史密森学会记录称骨头碎片在1949年9月归还给索德夫妇，现在不知何处。
这次发现引发全国关注，西弗吉尼亚州立法机构在1950年对此案举行两次听证会。后来州长奥基·L· Patteson和州警司W.E.布切特告诉索德夫妇，此案“没有希望”，案件会在州一级结案。联邦调查局认为这有可能是跨州绑架案，联邦调查局有管辖权，但在调查两年无果后放弃调查。

## 后续调查
虽然官方结束调查此案，但索德夫妇没有放弃。他们印发带有孩子照片的传单，悬赏5000美元（很快翻倍），以此获得哪怕是其中一人的信息。1952年，他们在房子原址竖起的牌子有相同信息（另一块在安斯特德附近美国60号公路），牌子后来成为美国19号（现在16号）公路上通过费耶特维尔的地标。
1967年，索德去休斯顿地区调查一条线索。一名妇女写信给说路易斯·索德在一天晚上喝了太多酒，向她透露自己的真实身份。她相信他和莫里斯都住在德克萨斯州某个地方。但是索德和他的女婿格罗弗·帕克斯顿无法联系到她，当地警察帮他们找到她所说的那两名男子，他们否认自己是失踪者。帕克斯顿说多年后否认的疑虑在索德的余生中挥之不去。
同年珍妮收到一封写给她的信，邮戳在肯塔基州中央市，没有回信地址。里面有一张30岁左右年轻人的照片，他的外貌特征非常像路易斯。背面写着：
- 路易斯·索德。
- 我爱兄弟弗兰基
- Ilil男孩
- A90132或35[5]

索德夫妇雇了另一名私家侦探去中央市调查，但私家侦探再也没有向他们报告，他们也找不到他。尽管如此，这张照片还是给了他们希望。他们将其加到广告牌中（由于担心路易可能会受到伤害因此没有把中心市的信息添加进去），他们把照片放在壁炉上。
乔治在第二年接受查尔斯顿公报-邮报采访时承认，信息的缺乏“就像我们撞在岩石上，不能再往前走”。尽管如此，他还是发誓继续寻找。在另一次采访他中承认“我们的时间不多了”、“但我们只想知道，如果他们真的死于火灾的话我们会承认。否则我们想知道他们到底发生了什么”。
乔治在1969年去世。珍妮和幸存的孩子们（约翰除外，他称他们应该承认失踪孩子已经在火灾中死亡）继续寻找失踪的孩子。乔治死后，珍妮留在家里，在房子周围筑起栅栏，增加其它房间。她在余生中穿着黑色丧服，照看着花园。在1989年珍妮去世后，家人终于将已经风化、破旧的牌子拆下。
幸存的孩子和他们自己的孩子继续公布案件并调查线索。他们和费耶特维尔的老居民推测可能是西西里黑手党试图向乔治·索德尔敲诈钱财，孩子们可能被某个知道纵火计划的人带走，孩子们可能被告知他们如果离开就会安全，他们可能被带到意大利。如果孩子活了这么多年，他们应该意识到他们的父母和兄弟姐妹还活着，他们可能为了避免伤害而没有进行接触。
2015年，家中最小的西尔维娅·索德尔·帕克斯顿是火灾中唯一还活着的幸存者，2013年她在接受《宪报邮报》采访时回忆，她最早的记忆是她是最后一个离开房子的孩子，她和她的父亲经常熬夜，谈论可能会发生的事，她感受到他们长期的悲伤心情，她仍然相信她的兄弟姐妹幸存下来，悄悄帮助他们宣传此案。西尔维娅的女儿在2006年说西尔维娅向索德夫妇保证，她会尽她所能不让这个故事死去。
在21世纪，除了媒体报道外，还有websleuths.com等在线论坛进行报道。后者的增加导致一些研究此案的人相信这些孩子确实在1945年死亡。当地作家乔治·布拉格在2012年出版《西弗吉尼亚未解决的谋杀案》一书中写到这起案件，他认为约翰在最初的描述（他在逃离房子前试图唤醒他的兄弟姐妹）说的是实话，他认为这个结论可能不正确：“逻辑告诉你，他们可能在大火中烧掉了，但你不能总是按逻辑去做”。
斯泰西·霍恩在2005年国家公共广播电台成立60周年前后为此案做了一段报道，她认为孩子在火灾中死亡是最合理的说法。她在博客上的一篇帖子中说，房子倒塌后一直烧了一整晚，两个小时不足以彻底搜索灰烬，消防员也可能不知道自己要找什么，“然而整件事有足够多奇怪之处…如果有一天人们发现孩子没有在火灾中丧生，我也不会感到惊讶。”